# زهرة الدم
زهرة الدم (الاسم العلمي: Haemanthus) هي جنس من النباتات تتبع فصيلة النرجسية من رتبة الهليونيات.

## أنواع زهرة الدم
- زهرة الدم الجبلية
- زهرة الدم الزغباء
- زهرة الدم الغرانيتية
- زهرة الدم القانية
- زهرة الدم القرمزية
- زهرة الدم القزمية
- زهرة الدم القصيرة
- زهرة الدم القنواتية
- زهرة الدم الكليلة
- زهرة الدم اللحمية
- زهرة الدم المجعدة
- زهرة الدم المشوهة
- زهرة الدم أحادية الورقة
- زهرة الدم بيضاء الأزهار
- زهرة الدم صوفية الأوراق